# Wilhelmine Neruda

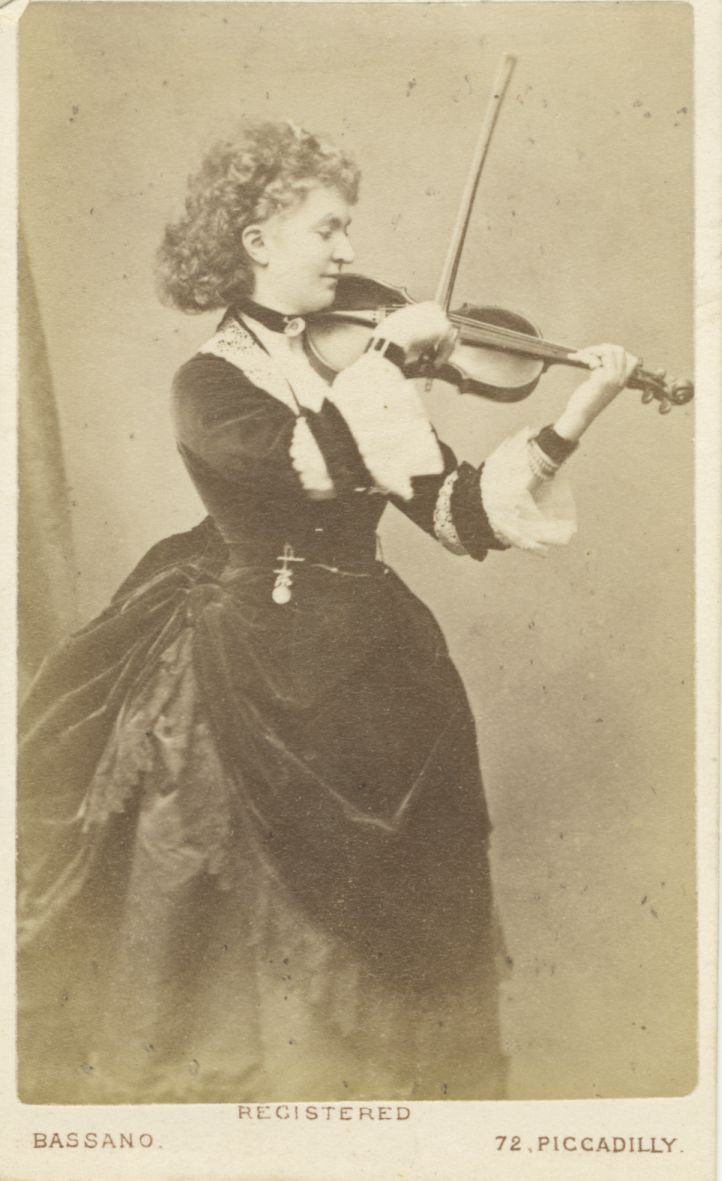
Wilma Neruda

Wilhelmine Maria Franziska „Wilma“ Neruda, auch Norman-Neruda, Lady Hallé (* 29. März 1839 in Brünn, Österreich-Ungarn; † 15. April 1911 in Berlin) war eine bedeutende Violinistin des 19. Jahrhunderts. Sie unterrichtete am Konservatorium in Stockholm und am Stern’schen Konservatorium in Berlin.

## Leben
Wilma Neruda war die Tochter des Brünner Domorganisten Josef Neruda (* 16. Januar 1807 in Mohelno, Bezirk Trebitsch; † 18. Februar 1875 in Brünn) und der Pianistin Francisca Neruda geb. Merta (1817–1881). Sie erhielt mit ihren Geschwistern Musikunterricht von ihrem Vater und ihrer Mutter. Sie sollte ursprünglich zur Pianistin ausgebildet werden, setzte sich aber mit dem Wunsch durch, Violinistin zu werden – ein im 19. Jahrhundert für Frauen noch wenig akzeptiertes Instrument. Nachdem die Familie nach Wien gezogen war, studierte sie bei Leopold Jansa. Sie debütierte im Dezember 1846 zusammen mit ihrer Schwester, der Pianistin Amalie, im Wiener Musikvereinssaal. In den folgenden Jahren unternahm sie mit dem Neruda-Quartett, bestehend aus ihrem Vater (Viola), ihrer Schwester Maria (Violine) und ihrem Bruder Viktor († 1855) (Cello), längere Konzertreisen durch europäische Städte. Ihr Bruder Franz Xaver Neruda (1843–1915) wurde ebenfalls Violoncellist. Ihre Schwester Amalie, später verh. Wickenhauser, wurde Pianistin und Klavierpädagogin.

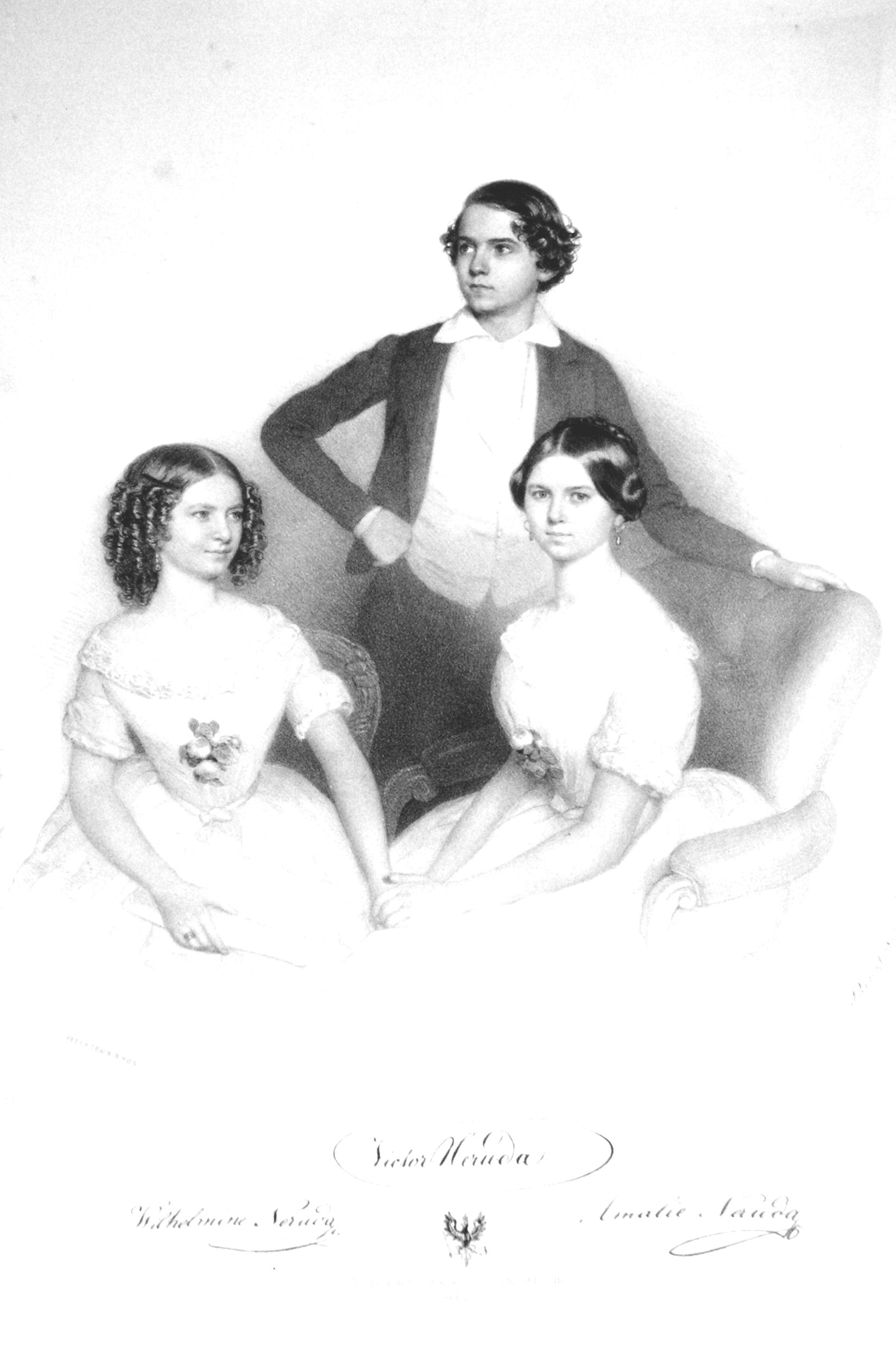
Geschwister Neruda: Wilhelmine; Victor; Amalie. Lithographie von August Prinzhofer, 1850

Ab 1864 war sie mit dem königlich schwedischen Hofkapellmeister Ludvig Norman (1831–1885) vermählt. Die Hochzeit fand in ihrer Heimat Brünn statt. Aus dieser Ehe ging der Sohn, Ludwig Norman-Neruda (1864–1898) hervor, der später ein bekannter Alpinist wurde.
Von 1867 bis 1871 unterrichtete Wilma Neruda an der Königlichen Musikakademie in Stockholm. Nach der Trennung von ihrem Ehemann lebte sie ab 1870 meist in London, wo sie zusammen mit dem Londoner Pianisten Sir Charles Hallé (1819–1895) sowohl als Solo- wie als Quartettspielerin der Popular Concerts in hohem Ansehen stand und weltweiten Erfolg hatte. Zu ihren besonderen Gönnern gehörten die Könige von England, Dänemark und Schweden. Ab 1876 spielte sie eine Stradivariusgeige, die ihr der Herzog von Sachsen-Coburg, der Earl Dudley und der Earl of Hardwicke geschenkt hatten.
1885 heiratete sie ihren langjährigen Konzertpartner Charles Hallé und konzertierte fortan unter dem Namen Lady Hallé. Das Paar tourte 1891 durch Australien und 1895 durch Südafrika. Nach dem Tod Hallés zog sie mit ihrem Sohn nach Asolo in Oberitalien. Dort wurde ihr aus Anlass ihres 50-jährigen Bühnenjubiläums und ihres 25. Jahrestages „ihres ersten Erscheinens vor einem englischen Auditorium“ eine Villa gestiftet, die ihr vom Prince of Wales, der Marquise von Lorne sowie einer großen Anzahl „von Künstlern und Mitgliedern der Aristokratie“ überreicht wurde.

1895 zog sie nach Berlin, lehrte dort von 1900 bis 1902 am Stern’schen Konservatorium und unternahm weiterhin Konzertreisen. Wilma Neruda verstarb 1911 in Berlin. Sie galt als die berühmteste Geigerin ihrer Zeit.

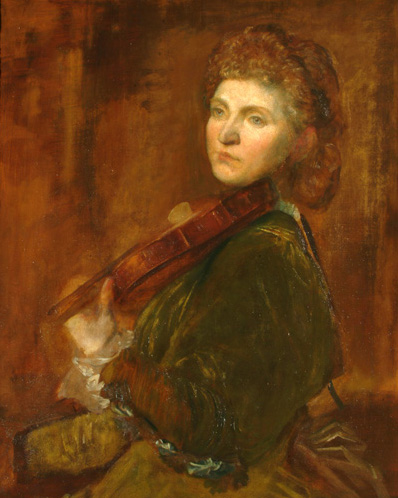
Porträt von George Frederick Watts (1817–1904)

## Ehrungen
- Sie wurde am 8. April 1892 von König Frederik VII. von Dänemark mit der dänischen Verdienstmedaille Ingenio et arti ausgezeichnet.[10]
- 1863 wurde sie vom schwedischen Königshaus zur Hofviolinistin ernannt.
- 1901 wurde ihr von Königin Alexandra von Dänemark der Titel Violinistin der Königin (Violinist to Queen Alexandra) verliehen.
- 1991 wurde der Venuskrater Halle nach ihr benannt.

- Henri Vieuxtemps widmete ihr seine Bearbeitung der Faust-Fantasie nach Gounods Oper sowie sein Violinkonzert Nr. 6 G-Dur op. 47.
- Pablo de Sarasate widmete ihr seine Komposition Spanischer Tanz Nr. 3.

- Niels Gade widmete ihr seine Sonate (No. 3) für Violine und Pianoforte, op. 59 sowie sein Violinkonzert d-Moll op. 56.
- August Winding widmete ihr seine Sonate für Violine und Pianoforte, op. 5.
- Der chilenische Nobelpreisträger der Literatur Pablo Neruda soll sein Pseudonym Neruda ihr zu Ehren führen.
- Die wissenschaftliche Erforschung ihrer Biografie und künstlerischer Laufbahn erfolgte erstmals umfänglich durch Jutta Heise: Die Geigenvirtuosin Wilma Neruda (1838–1911). Biografie und Repertoire, Hildesheim u. a. Olms 2013.

## Uraufführungen
- Violinkoncert op.11 von August Winding am 2. März 1867 in Kopenhagen, mit dem Orchester des Musiker-Foreningen